# Fiumi della Polonia
I principali fiumi  della Polonia sono:
| Numero | Nome            | Lunghezza in chilometri | Lunghezza in chilometri sul territorio polacco | Superficie in chilometri quadrati | Superficie in chilometri quadrati sul territorio polacco |
| ------ | --------------- | ----------------------- | ---------------------------------------------- | --------------------------------- | -------------------------------------------------------- |
| 1      | Vistola         | 1047                    | 1047                                           | 194.424                           | 168.699                                                  |
| 2      | Oder            | 854                     | 742                                            | 118.861                           | 106.058                                                  |
| 3      | Warta           | 808                     | 808                                            | 54.529                            | 54.529                                                   |
| 4      | Bug Occidentale | 772                     | 587                                            | 39.420                            | 19.284                                                   |
| 5      | Narew           | 484                     | 448                                            | 75.175                            | 53.873                                                   |
| 6      | San             | 443                     | 443                                            | 16.861                            | 14.390                                                   |
| 7      | Noteć           | 388                     | 388                                            | 17.330                            | 17.330                                                   |
| 8      | Pilica          | 319                     | 319                                            | 9.273                             | 9.273                                                    |
| 9      | Wieprz          | 303                     | 303                                            | 10.415                            | 10.415                                                   |
| 10     | Bóbr            | 272                     | 270                                            | 5.876                             | 5.830                                                    |
| 11     | Łyna            | 264                     | 190                                            | 7.126                             | 5.719                                                    |
| 12     | Nysa Łużycka    | 252                     | 198                                            | 4.297                             | 2.197                                                    |
| 13     | Wkra            | 249                     | 249                                            | 5.322                             | 5.322                                                    |
| 14     | Dunajec         | 274                     | 247                                            | 6.804                             | 4.852                                                    |
| 15     | Brda            | 238                     | 238                                            | 4.627                             | 4.627                                                    |
| 16     | Prosna          | 217                     | 217                                            | 4.925                             | 4.925                                                    |
| 17     | Drwęca          | 207                     | 207                                            | 5.344                             | 5.344                                                    |
| 18     | Wisłok          | 205                     | 205                                            | 3.528                             | 3.528                                                    |
| 19     | Wda             | 198                     | 198                                            | 2.325                             | 2.325                                                    |
| 20     | Drawa           | 186                     | 186                                            | 3.296                             | 3.296                                                    |
| 21     | Nysa Kłodzka    | 182                     | 182                                            | 4.566                             | 3.744                                                    |
| 22     | Poprad          | 170                     | 63                                             | 2.077                             | 0.483                                                    |
| 23     | Pasłęka         | 169                     | 169                                            | 2.294                             | 2.294                                                    |
| 24     | Rega            | 168                     | 168                                            | 2.725                             | 2.725                                                    |
| 25     | Bzura           | 166                     | 166                                            | 7.788                             | 7.788                                                    |
| 26     | Wisłoka         | 164                     | 164                                            | 4.110                             | 4.110                                                    |
| 27     | Obra            | 164                     | 164                                            | 2.758                             | 2.758                                                    |
| 28     | Lega            | 157                     | 157                                            | 1.01                              | 1.016                                                    |
| 29     | Biebrza         | 155                     | 155                                            | 7.057                             | 7.051                                                    |
| 30     | Nida            | 151                     | 151                                            | 3.865                             | 3.865                                                    |
| 31     | Gwda            | 145                     | 145                                            | 4.943                             | 4.943                                                    |
| 32     | Barycz          | 139                     | 139                                            | 5.526                             | 5.526                                                    |
| 33     | Parsęta         | 139                     | 139                                            | 3.151                             | 3.151                                                    |
| 34     | Słupia          | 139                     | 139                                            | 1.620                             | 1.620                                                    |
| 35     | Kamienna        | 138                     | 138                                            | 2.008                             | 2.008                                                    |
| 36     | Ner             | 134                     | 134                                            | 1.866                             | 1.866                                                    |
| 37     | Mała Panew      | 132                     | 132                                            | 2.132                             | 2.132                                                    |
| 38     | Raba            | 132                     | 132                                            | 1.537                             | 1.528                                                    |
| 39     | Wierzyca        | 130                     | 130                                            | 1.600                             | 1.600                                                    |
| 40     | Kwisa (Queis)   | 127                     | 127                                            | ?                                 | ?                                                        |
| 41     | Ina             | 126                     | 126                                            | 2.151                             | 2.151                                                    |
| 42     | Netta           | 102                     | 102                                            | 1.336                             | 1.336                                                    |
| 43     | Rospuda         | 80,7                    | 80,7                                           | ?                                 | ?                                                        |
| 44     | Rawa            | 19,6                    | 19,6                                           | 89,8                              | 89,8                                                     |